# Guus Olterdissen

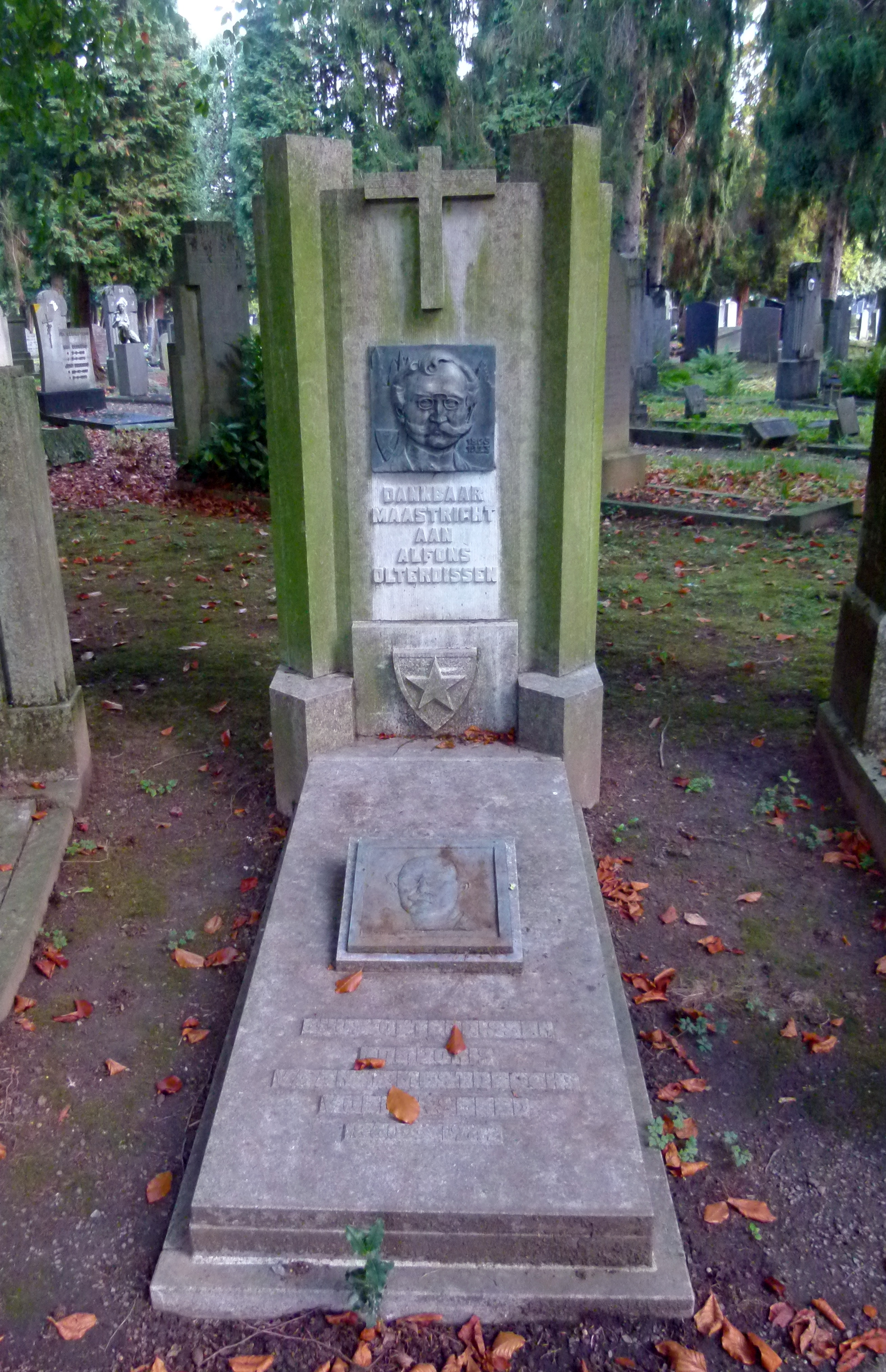
Graf van Alfons (staande zerk) en Guus Olterdissen (legsteen) op de Algemene Begraafplaats Tongerseweg (2019)

Gustaaf Adolf (Guus, Gust of Gustaaf) Olterdissen (Maastricht, 7 maart 1860 – Maastricht, 25 oktober 1942) was een Nederlands componist, voornamelijk bekend in Limburg.

## Familie
Hij was de zoon van Alida Hendrica Femina Verhoef en Heinrich Hermann Olterdissen, beide protestanten in het overwegend katholieke Maastricht. Zijn vader was achtereenvolgens militair, winkelier en koopman. Zijn jongere broer Alfons Olterdissen werd als dialectschrijver ook een bekend Limburger. Alfons en Guus waren de enige twee kinderen uit het gezin die de volwassenheid bereikten. Guus Olterdissen trouwde in 1900 met Marie Odilia Christina Goovaerts, de zus van zangeres Jenny Goovaerts. Hun zoon Herman Siegfried Olterdissen (1901-1973) trok als musicus en kunstschilder naar onder meer Amsterdam en Alkmaar; hij zou de laatste Olterdissen in Maastricht zijn geweest. Hij, geplaagd met een zwakke geestelijke gezondheid, zou de nalatenschap van zijn vader en oom verkwanseld hebben.

## Muziek
Hij was tussen 1896 en 1927 docent aan de Stedelijke Muziekschool Maastricht, waar hij ook enige tijd (1925-1927) onderdirecteur was. Als violist of hoboïst had hij zitting in het Stedelijk Orkest Maastricht. Voorts was hij dirigent van Harmonie Walram in Valkenburg. Daarnaast was hij koordirigent en organist van de Lutherse Kerk en oprichter van het Protestants Gemengd Koor Maastricht (later: Interkerkelijk Koor Maastricht).
Zijn oeuvre bestaat voornamelijk uit koorwerken, liederen, cantates en kinderoperettes (waarvoor zijn broer de libretto's schreef). Ter gelegenheid van het kroningsfeest van koningin Wilhelmina schreef hij een feestcantate op een tekst van Marie Koenen, die op 31 augustus 1898 werd uitgevoerd in het Stadspark Maastricht door 1600 schoolkinderen, begeleid door drie harmonieorkesten. Samen met zijn broer de tekstschrijver componeerde hij het Maastrichts volkslied als ook de opera comique De kaptein vaan Köpenick (1907), die zeker tot 1985 regelmatig werd uitgevoerd in en om Maastricht en ook een langspeelplaatopname kent. Later volgde nog Trijn de Begijn (1912), waarin al het Maastrichts volkslied te horen was.
Guus Olterdissen werd 82 jaar. Hij werd begraven op Oostermaas; in 1969 werd hij herbegraven in het graf van zijn broer op de Algemene Begraafplaats Tongerseweg, dat in die jaren werd onderhouden door de gemeente Maastricht. Op het graf zou een nieuw (versierde) hardstenen deksteen geplaatst worden naar ontwerp van Willem Hofhuizen.